# Malawi na Mistrzostwach Świata w Lekkoatletyce 2017
Malawi na Mistrzostwach Świata w Lekkoatletyce 2017 – reprezentacja Malawi podczas Mistrzostw Świata w Londynie liczyła 1 zawodnika, który nie zdobył medalu.

## Skład reprezentacji
| Zawodnik               | Konkurencja | Finał   | Finał   |
| Zawodnik               | Konkurencja | Wynik   | Pozycja |
| ---------------------- | ----------- | ------- | ------- |
| Happy Ndacha Mchelenje | maraton     | 2:21:39 | 44.     |